# Internazionali d'Italia 2021 - Qualificazioni singolare femminile
Le qualificazioni del singolare femminile degli Internazionali d'Italia 2021 sono un torneo di tennis preliminare per accedere alla fase finale della manifestazione. Le vincitrici dell'ultimo turno sono entrate di diritto nel tabellone principale. In caso di ritiro di una o più giocatrici aventi diritto a queste sono subentrate le lucky loser, ossia le giocatrici che hanno perso nell'ultimo turno ma che avevano una classifica più alta rispetto alle altre partecipanti che avevano comunque perso nel turno finale.

## Teste di serie
1. Sloane Stephens (ultimo turno, lucky loser)
2. Kristina Mladenovic (ultimo turno, lucky loser)
3. Laura Siegemund (ultimo turno, lucky loser)
4. Alizé Cornet (qualificata)
5. Patricia Maria Țig (ultimo turno, lucky loser)
6. Hsieh Su-wei (primo turno)
7. Heather Watson (primo turno)
8. Bernarda Pera (qualificata)

1. Leylah Annie Fernandez (primo turno)
2. Polona Hercog (qualificata)
3. Irina-Camelia Begu (primo turno)
4. Anastasija Potapova (ultimo turno)
5. Marta Kostjuk (qualificata)
6. Ajla Tomljanović (qualificata)
7. Misaki Doi (primo turno)
8. Tamara Zidanšek (qualificata)

## Qualificate
1. Tamara Zidanšek
2. Vera Zvonarëva
3. Ajla Tomljanović
4. Alizé Cornet

1. Christina McHale
2. Marta Kostjuk
3. Polona Hercog
4. Bernarda Pera

### Lucky loser
1. Kristina Mladenovic
2. Laura Siegemund

1. Sloane Stephens
2. Patricia Maria Țig

## Tabellone

### Legenda
| - Q = Qualificato - WC = Wild card - LL = Lucky loser | - ALT = Alternate - SE = Special Exempt - PR = Protected Ranking | - w/o = Walkover - r = Ritirato - d = Squalificato |

### Sezione 1
|  | Primo turno | Primo turno     | Primo turno     | Primo turno | Primo turno |  |  | Ultimo turno | Ultimo turno    | Ultimo turno    | Ultimo turno | Ultimo turno |  |
|  |             |                 |                 |             |             |  |  |              |                 |                 |              |              |  |
|  | 1           | Sloane Stephens | Sloane Stephens | 6           | 6           |  |  |              |                 |                 |              |              |  |
|  |             | Aliona Bolsova  | Aliona Bolsova  | 3           | 4           |  |  | 1            | Sloane Stephens | Sloane Stephens | 4            | 5            |  |
|  | WC          | Bianca Turati   | Bianca Turati   | 1           | 1           |  |  | 16           | Tamara Zidanšek | Tamara Zidanšek | 6            | 7            |  |
|  | 16          | Tamara Zidanšek | Tamara Zidanšek | 6           | 6           |  |  |              |                 |                 |              |              |  |

### Sezione 2
|  | Primo turno | Primo turno         | Primo turno | Primo turno | Primo turno |  |  | Ultimo turno | Ultimo turno        | Ultimo turno        | Ultimo turno | Ultimo turno |  |
|  |             |                     |             |             |             |  |  |              |                     |                     |              |              |  |
|  | 2           | Kristina Mladenovic | 6           | 2           | 6           |  |  |              |                     |                     |              |              |  |
|  |             | Leonie Küng         | 3           | 6           | 2           |  |  | 2            | Kristina Mladenovic | Kristina Mladenovic | 2            | 5            |  |
|  | PR          | Vera Zvonarëva      | 4           | 6           | 6           |  |  | PR           | Vera Zvonarëva      | Vera Zvonarëva      | 6            | 7            |  |
|  | 15          | Misaki Doi          | 6           | 3           | 3           |  |  |              |                     |                     |              |              |  |

### Sezione 3
|  | Primo turno | Primo turno       | Primo turno     | Primo turno | Primo turno |  |  | Ultimo turno | Ultimo turno     | Ultimo turno | Ultimo turno | Ultimo turno |  |
|  |             |                   |                 |             |             |  |  |              |                  |              |              |              |  |
|  | 3           | Laura Siegemund   | Laura Siegemund | 6           | 6           |  |  |              |                  |              |              |              |  |
|  | PR          | Elena Vesnina     | Elena Vesnina   | 3           | 3           |  |  | 3            | Laura Siegemund  | 7            | 3            | 2            |  |
|  |             | Tereza Martincová | 6               | 2           | 3           |  |  | 14           | Ajla Tomljanović | 65           | 6            | 6            |  |
|  | 14          | Ajla Tomljanović  | 2               | 6           | 6           |  |  |              |                  |              |              |              |  |

### Sezione 4
|  | Primo turno | Primo turno            | Primo turno | Primo turno | Primo turno |  |  | Ultimo turno | Ultimo turno    | Ultimo turno    | Ultimo turno | Ultimo turno |  |
|  |             |                        |             |             |             |  |  |              |                 |                 |              |              |  |
|  | 4           | Alizé Cornet           | 7           | 64          | 6           |  |  |              |                 |                 |              |              |  |
|  | WC          | Giulia Gatto-Monticone | 67          | 7           | 4           |  |  | 4            | Alizé Cornet    | Alizé Cornet    | 6            | 7            |  |
|  | PR          | Andrea Petković        | 6           | 5           | 6           |  |  | PR           | Andrea Petković | Andrea Petković | 2            | 65           |  |
|  | 11          | Irina-Camelia Begu     | 4           | 7           | 3           |  |  |              |                 |                 |              |              |  |

### Sezione 5
|  | Primo turno | Primo turno            | Primo turno            | Primo turno | Primo turno |  |  | Ultimo turno | Ultimo turno       | Ultimo turno | Ultimo turno | Ultimo turno |  |
|  |             |                        |                        |             |             |  |  |              |                    |              |              |              |  |
|  | 5           | Patricia Maria Țig     | 0                      | 6           | 7           |  |  |              |                    |              |              |              |  |
|  | PR          | Wang Yafan             | 6                      | 3           | 64          |  |  | 5            | Patricia Maria Țig | 3            | 6            | 2            |  |
|  |             | Christina McHale       | Christina McHale       | 7           | 6           |  |  |              | Christina McHale   | 6            | 2            | 6            |  |
|  | 9           | Leylah Annie Fernandez | Leylah Annie Fernandez | 62          | 4           |  |  |              |                    |              |              |              |  |

### Sezione 6
|  | Primo turno | Primo turno      | Primo turno      | Primo turno | Primo turno |  |  | Ultimo turno | Ultimo turno  | Ultimo turno  | Ultimo turno | Ultimo turno |  |
|  |             |                  |                  |             |             |  |  |              |               |               |              |              |  |
|  | 6           | Hsieh Su-wei     | Hsieh Su-wei     | 2           | 0           |  |  |              |               |               |              |              |  |
|  |             | Nao Hibino       | Nao Hibino       | 6           | 6           |  |  |              | Nao Hibino    | Nao Hibino    | 5            | 3            |  |
|  | WC          | Nuria Brancaccio | Nuria Brancaccio | 4           | 0           |  |  | 13           | Marta Kostjuk | Marta Kostjuk | 7            | 6            |  |
|  | 13          | Marta Kostjuk    | Marta Kostjuk    | 6           | 6           |  |  |              |               |               |              |              |  |

### Sezione 7
|  | Primo turno | Primo turno     | Primo turno     | Primo turno | Primo turno |  |  | Ultimo turno | Ultimo turno  | Ultimo turno  | Ultimo turno | Ultimo turno |  |
|  |             |                 |                 |             |             |  |  |              |               |               |              |              |  |
|  | 7           | Heather Watson  | Heather Watson  | 3           | 2           |  |  |              |               |               |              |              |  |
|  |             | Sara Errani     | Sara Errani     | 6           | 6           |  |  |              | Sara Errani   | Sara Errani   | 2            | 3            |  |
|  | WC          | Lucia Bronzetti | Lucia Bronzetti | 4           | 3           |  |  | 10           | Polona Hercog | Polona Hercog | 6            | 6            |  |
|  | 10          | Polona Hercog   | Polona Hercog   | 6           | 6           |  |  |              |               |               |              |              |  |

### Sezione 8
|  | Primo turno | Primo turno         | Primo turno         | Primo turno | Primo turno |  |  | Ultimo turno | Ultimo turno        | Ultimo turno        | Ultimo turno | Ultimo turno |  |
|  |             |                     |                     |             |             |  |  |              |                     |                     |              |              |  |
|  | 8           | Bernarda Pera       | Bernarda Pera       | 6           | 6           |  |  |              |                     |                     |              |              |  |
|  |             | Ljudmila Samsonova  | Ljudmila Samsonova  | 3           | 4           |  |  | 8            | Bernarda Pera       | Bernarda Pera       | 6            | 6            |  |
|  |             | Margarita Gasparjan | Margarita Gasparjan | 4           | 6(1)        |  |  | 12           | Anastasija Potapova | Anastasija Potapova | 4            | 1            |  |
|  | 12          | Anastasija Potapova | Anastasija Potapova | 6           | 7           |  |  |              |                     |                     |              |              |  |